# ローカル競技
ローカル競技（ローカルきょうぎ）とは一定の地方、地域、集団に限りルールの共有がなされ、趣味として楽しまれているスポーツ競技、文化競技等の事を指す。
言葉自体はeスポーツでも使用されている。

## ローカル競技一覧
- ベリング